# Mepolizumab
Mepolizumab (tên thương mại Nucala) là một kháng thể đơn dòng được nhân hóa được sử dụng để điều trị hen suyễn bạch cầu ái toan nặng. Nó nhận ra và ngăn chặn interleukin-5 (IL-5), một loại protein báo hiệu của hệ thống miễn dịch.

## Sử dụng trong y tế
Mepolizumab được Cơ quan Quản lý Thực phẩm và Dược phẩm Hoa Kỳ (FDA) chấp thuận để điều trị duy trì bệnh hen suyễn nặng ở bệnh nhân từ 12 tuổi trở lên và có kiểu hình bạch cầu ái toan kết hợp với các loại thuốc khác dùng để điều trị hen suyễn. Ở châu Âu, nó được phê duyệt như là một điều trị bổ sung cho bệnh hen suyễn bạch cầu ái toan nặng ở bệnh nhân trưởng thành.
Trong các nghiên cứu, mepolizumab cắt sự cần thiết phải nhập viện do hen suyễn trở nặng trong nửa, so với giả dược.
Vào tháng 12 năm 2017 , Cục Quản lý Thực phẩm và Dược phẩm Hoa Kỳ đã mở rộng việc sử dụng mepolizumab để điều trị cho bệnh nhân trưởng thành mắc bệnh u hạt bạch cầu ái toan với viêm đa giác mạc (EGPA), đây là một tình trạng tự miễn dịch hiếm gặp có thể gây viêm mạch.

## Tác dụng phụ
Các tác dụng phụ thường gặp trong các thử nghiệm lâm sàng bao gồm đau đầu (19% bệnh nhân điều trị bằng mepolizumab so với 18% khi dùng giả dược), phản ứng tại chỗ tiêm (8% so với 3%), nhiễm trùng đường tiết niệu (3% so với 2%) và đường hô hấp dưới, chàm và co thắt cơ bắp (cả 3% so với <1%).

## Quá liều
Liều duy nhất gấp 15 lần liều điều trị thông thường đã được dung nạp trong các nghiên cứu mà không có tác dụng phụ đáng kể.

## Tương tác
Không có nghiên cứu tương tác đã được tiến hành. Cũng như các kháng thể đơn dòng khác, khả năng tương tác được coi là thấp.

## Dược lý

### Cơ chế hoạt động
Mepolizumab liên kết với IL-5 và ngăn nó liên kết với thụ thể của nó, cụ thể hơn là tiểu đơn vị alpha thụ thể interleukin 5, trên bề mặt tế bào bạch cầu eosinophil. Trong khi bạch cầu ái toan đóng vai trò trong viêm liên quan đến hen suyễn, cơ chế chính xác của mepolizumab vẫn chưa được biết.

### Dược động học
Sau khi tiêm dưới da, mepolizumab có sinh khả dụng ước tính là 80% và đạt nồng độ trong huyết tương cao nhất sau bốn đến tám ngày. Giống như các kháng thể khác, nó bị suy giảm bởi các enzyme phân giải protein. Thời gian bán hủy sinh học của nó trung bình là 20 ngày, dao động từ 16 đến 22 ngày ở các cá thể khác nhau.

## Hóa học
Chất này là một kháng thể đơn dòng IgG1 kappa, hai chuỗi nặng bao gồm 449 amino acid mỗi chuỗi và hai chuỗi nhẹ gồm 220 amino acid mỗi chuỗi. Phần protein có khối lượng mol khoảng 146 kDa, và phần đường là 3 kDa.

## Lịch sử
Các thử nghiệm lâm sàng giai đoạn III trong hen suyễn bạch cầu ái toan nặng đã được hoàn thành vào năm 2014. FDA đã phê duyệt vào tháng 11 năm 2015. Ủy ban Châu Âu đã cấp giấy phép tiếp thị có hiệu lực trên toàn Liên minh Châu Âu vào ngày 2 tháng 12 năm 2015.

## Nghiên cứu
Mepolizumab đã được điều tra hoặc đang được điều tra để điều trị viêm da dị ứng, hội chứng hypereosinophilic (HES), viêm thực quản bạch cầu ái toan (EoE)., polyp mũi, bệnh u hạt bạch cầu eosin với viêm polyangi (EGPA) và bệnh phổi tắc nghẽn mạn tính (COPD).